# Decametra
Decametra is een geslacht van haarsterren uit de familie Colobometridae.

## Soorten
- Decametra alaudae A.H. Clark, 1911
- Decametra arabica A.H. Clark, 1912
- Decametra brevicirra (A.H. Clark, 1912)
- Decametra chadwicki (A.H. Clark, 1911)
- Decametra durbanensis AM Clark, 1951
- Decametra informis (Carpenter, 1888)
- Decametra laevipinna (A.H. Clark, 1912)
- Decametra minima (A.H. Clark, 1912)
- Decametra modica A.H. Clark, 1911
- Decametra mollis A.H. Clark, 1912
- Decametra multicirrala Kogo, 2002
- Decametra mylitta A.H. Clark, 1912
- Decametra parva (A.H. Clark, 1912)
- Decametra studeri (A.H. Clark, 1909)
- Decametra taprobanes (A.H. Clark, 1909)
- Decametra tigrina (A.H. Clark, 1907)
- Decametra zebra (H.L. Clark, 1916)